# عباس‌آباد (دولت‌آباد)
عباس‌آباد یک روستا در ایران است که در دهستان دولت‌آباد شهرستان جیرفتواقع شده‌است. عباس‌آباد ۴۴۰ نفر جمعیت دارد.

## جمعیت
این روستا در بخش مرکزی شهرستان جیرفت قرار دارد و براساس سرشماری مرکز آمار ایران در سال ۱۳۸۵، جمعیت آن ۴۴۰ نفر (۱۰۱ خانوار) بوده‌است.